# De Gordel
 (septembre 2013).
Si vous disposez d'ouvrages ou d'articles de référence ou si vous connaissez des sites web de qualité traitant du thème abordé ici, merci de compléter l'article en donnant les références utiles à sa vérifiabilité et en les liant à la section « Notes et références ».
De Gordel (mot néerlandais signifiant « la ceinture ») est un évènement sportif (vélo, marche) organisé autour de Bruxelles (Belgique), chaque premier dimanche de septembre, par le BLOSO.

## Histoire

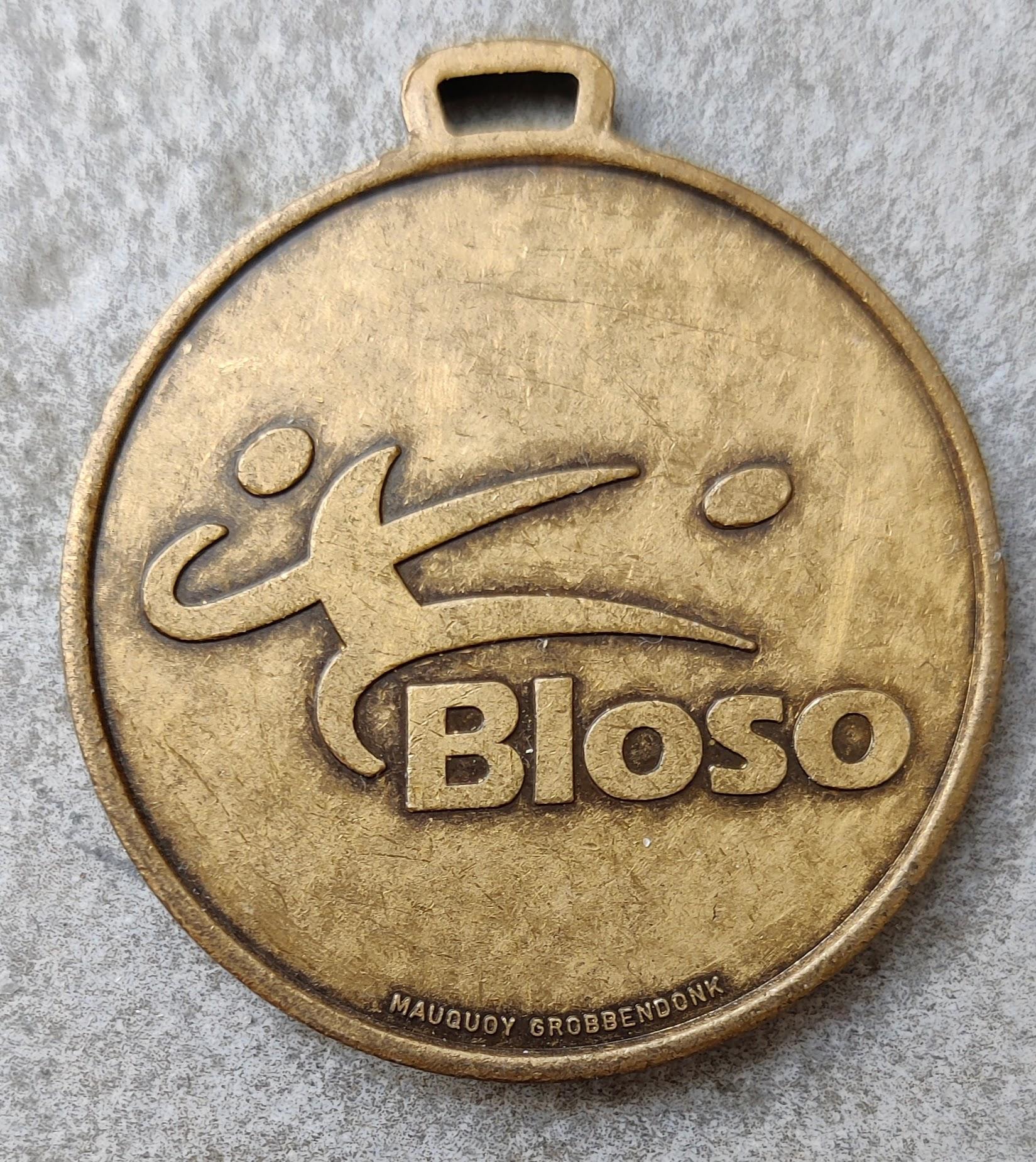
Médaille De Gordel.

Le Gordel fut instauré dans la commune à facilités de Rhode-Saint-Genèse le 27 septembre 1981, avec le slogan : « Nous aimons tous ceux qui respectent le caractère flamand de notre commune. » Un groupe flamand conçut le projet d'une balade cycliste de 100 kilomètres ceinturant la capitale, tout le long de la limite régionale. La tradition s'est depuis perpétuée et a reçu l'appui des autorités flamandes. 
Mélange à proportion variable d'évènement festif, sportif, et politique, le Gordel a connu un succès croissant jusqu'en 1993, avec l'affluence record de 112 655 participants. Depuis lors, ce chiffre n'est plus approché que de loin : avec le concours de Radio 2, le BLOSO mobilisera encore tous les ans 80 000 personnes environ. Cependant, 2005 fut une nouvelle année faste, avec plus de 100 000 participants (101 171 précisément). 
Déployée sur le territoire de la Région flamande à proximité de la frontière avec la Région de Bruxelles-Capitale, la manifestation se veut, sur le plan politique, la réaffirmation du caractère flamand de la périphérie de Bruxelles, et elle est l'occasion de nombreuses déclarations et manifestations politiques de la part de mandataires de partis flamands, réclamant l'application stricte de l'unilinguisme, parfois la suppression des facilités linguistiques, ou la scission de l'arrondissement trans-régional de Bruxelles-Hal-Vilvorde. Des incidents nationalistes surviennent parfois.
Chaque année, des tensions se créent avec des habitants francophones des communes traversées, majoritaires dans certaines d'entre elles, qui ressentent cette manifestation comme une agression. Des actions de « sabotage » contre le Gordel ont parfois été perpétrées. En 2005, à Wezembeek-Oppem, Leeuw-Saint-Pierre et Sterrebeek, de nombreux clous durent ainsi être enlevés du parcours, dont la signalisation fut en outre altérée à Linkebeek et Tervuren. Les mêmes actions ont été reproduites en d'autres point du parcours l'année suivante.
De nombreuses personnalités politiques flamandes prennent part à la manifestation, dont notoirement l’ancien premier ministre Guy Verhofstadt ainsi que son successeur, également ancien ministre-président flamand, Yves Leterme. L'évènement se termine généralement par un festival de musique en plein air avec des interprètes flamands. 
Depuis 2005 également, les Bruxellois organisent à la même date leur propre promenade verte festive qui relie une série d'espaces verts, à l'intérieur des limites de Bruxelles-Capitale.
Depuis 2013, il est renommé Gordel Festival.